# Eucelatoria aurescens
Eucelatoria aurescens là một loài ruồi trong họ Tachinidae.